# Soundtrack
Jako soundtrack se označuje zaznamenaný zvuk doprovázející vizuální médium, např. film, televizní pořad či počítačovou hru (pochází z anglického sound track – „zvuková stopa“, zkracováno též na OST podle anglického original sound track – „původní zvuková stopa“). Nejčastěji se soundtrack označuje jako hlavní hudba ve filmu nebo v počítačových hrách. V televizi se ale takto označuje více.
V užším smyslu pak obvykle jde o doprovodnou hudbu, tedy soubor skladeb, které se ve filmu či pořadu objevují. Soundtrack k úspěšným titulům bývá vydán i samostatně na hudebním albu. Z hlediska historicky-významového, je soundtrack pokračováním skladeb, doprovázející renesanční opery. Podkresluje dějství odehrávající se na jevišti/televizní obrazovce.
Ke komerčně úspěšným titulům se někdy vydávají i další hudební alba obsahující i písně, které se ve filmu nevyskytují, pouze jím byly inspirovány apod. (V angličtině se taková alba označují jako „music from and inspired by“.)
Existují také alba prezentovaná jako soundtrack, přestože žádný odpovídající film neexistuje. Takovýmto „soundtrackem“ k fiktivnímu filmu je např. album Original Soundtracks 1 od skupiny U2, vydané v roce 1995 (pod pseudonymem Passengers), či Crushing Bliss z roku 2004 od Romana Holého a Ondřeje Brouska.
Dalším synonymem pro soundtrack je „score“, se kterým se můžete sejít zejména u vydaných medií (CD, LP..), kde se rozdělují score od soundtracku tím, že soundtrack obsahuje písně z filmu a score je pouze instrumentální hudba složená speciálně pro daný film či pořad. Toto rozdělení se používá většinou u těch titulů, kde se vydá jak soundtrack s písněmi, tak i instrumentální hudba z filmu (score). U titulů, kde je vydáno pouze jedno medium, se užívá pojem „soundtrack“.

## Vybraní autoři filmové hudby
- Klaus Badelt – Piráti z Karibiku: Prokletí Černé perly, Stroj času, T.M.N.T.
- Danny Elfman – Karlík a továrna na čokoládu, Simpsonovi, Zoufalé manželky (znělka), Spider-Man 2, Muži v černém 2
- Luboš Fišer – Král Ubu, Smrt krásných srnců
- Jerry Goldsmith – Star Trek: Nemesis, První rytíř, Mumie
- Joel Goldsmith – Hvězdná brána
- Harry Gregson-Williams – Království nebeské, Shrek
- Petr Hapka – Náměstíčko, Fimfárum Jana Wericha, My všichni školou povinní
- James Horner – Troja, Titanic, Jumanji, Avatar
- James Newton Howard – Pretty Woman, Svatba mého nejlepšího přítele, Nevěsta na útěku, King Kong
- Steve Jablonsky – Transformers, Ostrov
- Zdeněk Liška – Král a skřítek, Osada Havranů
- Stanley Meyers – Malý Malcolm
- Ennio Morricone – Mise na Mars, Tenkrát na Západě, Pro pár dolarů navíc
- Alfred Newman – znělka 20th Century Fox, Moulin Rouge, Muž zvaný Petr
- Randy Newman – Příběh hraček, Monk
- Thomas Newman – Vykoupení z věznice Shawshank, Seznamte se, Joe Black, Americká krása
- Michael Nyman – Mesmer, Piano
- Zbigniew Preisner – Sportovec století, Brugen
- Nino Rota – Kmotr, Romeo a Julie, Paranoia
- Howard Shore – Pán prstenů: Návrat krále, Letec, Skrytá identita
- Alan Silvestri – Noc v muzeu, Forrest Gump, Mumie se vrací
- Jeremy Soule – Guild Wars, Guild Wars 2,The Elder Scrolls III: Morrowind,The Elder Scrolls IV: Oblivion, The Elder Scrolls V: Skyrim
- Karel Svoboda – Tři oříšky pro Popelku, Z pekla štěstí, Milenci & Vrazi
- Jaroslav Uhlíř – Jak básníci neztrácejí naději, Lotrando a Zubejda, Ať žijí duchové!
- Vangelis – 1492: Dobytí ráje, Blade Runner
- John Williams – Jurský park, Ztracený svět: Jurský park, Hvězdné války, Harry Potter a Kámen mudrců, Schindlerův seznam
- Hans Zimmer – Rain Man, Lví král, Gladiátor, Piráti z Karibiku: Na konci světa, Počátek, Skála, Černý jestřáb sestřelen